# Duryn
Duryn (durain, „twardy”) – składnik petrograficzny i makroskopowo widoczny, najbardziej matowy litotyp węgla kopalnego. Jest to odmiana węgla kamiennego o ziarnistym lub nierównym przełamie, który ma chropowatą powierzchnię, i słabym połysku, zwykle zawierająca drobnodyspersyjne domieszki mineralne. Tworzy warstwy o zróżnicowanej miąższości, a niekiedy całe pokłady. Ma zwartą, twardą, często lepką konsystencję, oleisty połysk oraz szarą lub szaroczarną barwę.

## Barwa
Barwa durynu odzwierciedla warunki jego powstawania w paleotorfowisku. Pozostaje w ścisłym związku ze składem macerałowym i ze strukturą węgla, która dostarcza informacji o jego genezie i historii sedymentacji. Duryn wykazuje dużą zmienność składu petrograficznego. Zróżnicowanie to stanowi podstawę podziału durynów na dwie odmiany barwne: szare (lub ciemnoszare) oraz czarne.
Duryn czarny charakteryzuje się przewagą macerałów z grupy witrynitu. Powstawał w warunkach silnego podtopienia torfowiska, gdzie zdeponowany materiał fitogeniczny ulegał procesom humifikacji i żelifikacji. Cechuje się ciemną, niemal czarną barwą.
Duryn szary (ciemnoszary) zawiera większy udział macerałów z grupy inertynitu i liptynitu. Powstawał w warunkach płytszych i okresowo przesychających stref torfowiska, podczas których dochodziło do utleniania materiału roślinnego. Duryn szary zwykle zawiera znaczną ilość niereaktywnych macerałów inertynitowych, niepożądanych w procesie koksowania.

## Skład
Skład durynu cechuje się niewielkim udziałem macerałów poddanych żelifikacji z grupy witrynitu (do 30%) oraz dominacją składników fuzynizowanych z grupy inertynitu i lipidowych z grupy liptynitu (ponad 70%). W zależności od dominujących mikroskładników wyróżnia się kilka odmian durynu (np. zarodnikowy, żywiczny). Wraz ze wzrostem zawartości składników żelifikowanych duryn przechodzi w inne litotypy. W preparatach mikroskopowych o grubości powyżej 50 µm odpowiada mikrolitotypowi określanemu jako duryt.